# Алекнайчяй
Алекнайчяй — село у Литві, Расейняйський район, знаходиться за 2 км від села Ільгізіяй III. Станом на 2001 рік у селі ніхто не проживав.
| Литва | Це незавершена стаття з географії Литви. Ви можете допомогти проєкту, виправивши або дописавши її. |